# Fédération suisse des sports équestres
La Fédération suisse des sports équestres (FSSE) est l'organisme qui gère les sports équestres en Suisse. Elle est fondée en 1900 et a son siège à Berne.

## Présidents
- Depuis décembre 2021 : Damian Müller[3]
- Charles Trolliet : 2009[4] à décembre 2021[3]
- Urs Oberholzer : avril 2001[5] à 2009
- Anton Kräuliker : jusqu'en 2001[5]